# Pogoneleotris heterolepis
Pogoneleotris heterolepis är en fiskart som först beskrevs av Günther, 1869.  Pogoneleotris heterolepis ingår i släktet Pogoneleotris och familjen Eleotridae. Inga underarter finns listade i Catalogue of Life.